# 圖努揚縣

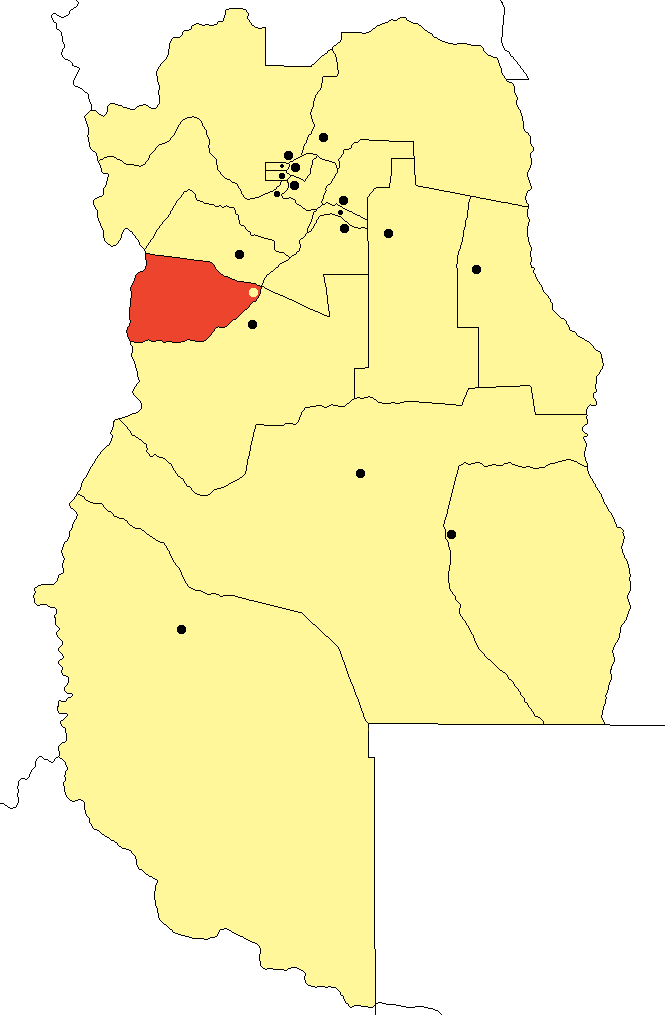

33°34′08″S 69°01′35″W / 33.56889°S 69.02639°W
圖努揚縣（西班牙語：Departamento Tunuyán），是阿根廷的縣份，位於該國西部門多薩省，首府設於圖努揚，面積3,317平方公里，該地區的地震活動頻繁和低強度，2010年人口49,458，人口密度每平方公里14.91人。